# Microregione di Limeira
Limeira è una microregione dello Stato di San Paolo in Brasile, appartenente alla mesoregione di Piracicaba.

## Comuni
Comprende 8 comuni:
- Araras
- Conchal
- Cordeirópolis
- Iracemápolis
- Leme
- Limeira
- Santa Cruz da Conceição
- Santa Gertrudes